# Txerkàssovo
Txerkàssovo (en rus: Черкасово) és un poble de l'óblast de Vladímir, a Rússia, segons el cens del 2010 tenia 29 habitants. Pertany al districte municipal de Iúriev-Polski.